# Nathalie Teirlinck
Nathalie Teirlinck (Brussel, 1985) is een Belgische filmregisseuse en scenarioschrijfster.
Nathalie Teirlinck studeerde in 2007 met grote onderscheiding af aan het department film van de Koninklijke Academie voor Schone Kunsten van Gent. 
Haar drie kortfilms Anémone (2006), Juliette (2007) en Venus vs. Me (2010) werden gelauwerd op internationale filmfestivals. Zowel Anémone als Juliette werden bekroond tot beste kortfilm op het Internationaal Filmfestival van Gent, Anémone werd onder meer genomineerd voor het Internationaal filmfestival van Locarno en Venus vs Me sleepte de V.A.F WildCard en de prijs van de European Film Academy in de wacht op het filmfestival van Berlijn in 2010. 
Hiernaast tekende Nathalie Teirlinck ook voor videoclips van onder meer Novastar, Lady Linn, Admiral Freebee en Amenra. Met de producties Send All Your Horses (2009), Yesterday (2011), Staring Girl (2012) en Slumberland (2015) zette ze haar eerste stappen in theater. Staring Girl en Slumberland werden beide genomineerd voor het Theaterfestival. Slumberland kreeg in 2015 de Music Theater Now-prijs in New York. Sinds 2012 werkt Nathalie Teirlinck ook als gastdocente aan de Gentse filmschool KASK.
Teirlinck bracht in 2016 de langspeelfilm Le Passé devant nous uit met de Canadese Évelyne Brochu in de hoofdrol. De film is een productie van Savage Film, die onder meer Rundskop produceerden, en is een coproductie van Denemarken en Nederland. Het scenario won  de Eurimages Award op CineMart tijdens het Internationaal Filmfestival Rotterdam 2015 en werd in september 2017 bekroond met 2 Ensors (beste debuut en de Industry award). 
In 2019 krijgt Nathalie Teirlinck de Cultuurprijs van de Stad Gent voor haar veelbekroonde werk in film en theater.

## Filmografie
- 2016: Le Passé devant nous
- 2010: Venus vs. Me (kortfilm)
- 2007: Juliette (kortfilm)
- 2006: Anémone (kortfilm)

## Prijzen en nominaties
De belangrijkste:
| Jaar | Prijs                                   | Categorie                            | Film                 | Uitslag  |
| ---- | --------------------------------------- | ------------------------------------ | -------------------- | -------- |
| 2017 | Ensor                                   | Beste debuut                         | Le Passé devant nous | Gewonnen |
| 2017 | Ensor                                   | Industry Award                       | Le Passé devant nous | Gewonnen |
| 2010 | Internationaal filmfestival van Berlijn | Beste Europese kortfilm              | Venus vs. Me         | Gewonnen |
| 2007 | Film Fest Gent                          | Beste Vlaamse kortfilm van studenten | Juliette             | Gewonnen |
| 2006 | Film Fest Gent                          | Beste Vlaamse kortfilm van studenten | Anémone              | Gewonnen |